# Asociación de Música Góspel (GMA)
 La Asociación de Música Gospel (GMA, por sus siglas en inglés, "Gospel Music Association") es una organización sin fines de lucro fundada en 1964 con el propósito de apoyar y promover el desarrollo de todas las formas de música gospel. Actualmente hay alrededor de 4.000 miembros en todo el mundo que incluyen agentes, artistas, líderes de iglesias, gerentes, promotores, personal de radio, ejecutivos de compañías discográficas, minoristas, compositores y otros visionarios de la industria. La GMA proporciona una red en la que artistas, líderes de la industria, tiendas minoristas, estaciones de radio, promotores de conciertos e iglesias locales pueden coordinar sus esfuerzos con el fin de beneficiar a la industria de la música cristiana. 

## Eventos

### GMA Music Week
En abril de cada año, la GMA celebra lo que se llama "Semana de la Música GMA"  (en inglés, "GMA Music Week") en Nashville, Tennessee . El evento incluye seminarios, conciertos y eventos de "encuentro y saludo" para artistas, trabajadores de la industria y miembros de los medios de comunicación. "GMA Music Week" termina con la ceremonia anual de los Premios GMA Dove, que sirve para honrar los logros sobresalientes en la música cristiana y gospel contemporánea de cada año. Este evento no ha ocurrido en más de una década.

### Music in the Rockies / Immerse
Celebrado anualmente en Estes Park, Colorado de 1974 a 2008, " Music in the Rockies" fue un evento de exhibición para aspirantes a compositores y artistas (a menudo no firmados) en la industria de la música cristiana . El evento fue reemplazado por "Immerse", en Nashville, Tennessee desde 2009. 

## Salón de la fama de la música gospel
El GMA Gospel Music Hall of Fame, creado en 1971, se dedica exclusivamente a reconocer las contribuciones significativas de las personas en todas las formas de música gospel. Los miembros incluyen a Elvis Presley, Mahalia Jackson, Keith Green, Larry Norman, The Blackwood Brothers, The Imperials, JD Sumner y The Stamps, The Jordanaires y otros.

## El apoyo de GMA a la legislación SOPA
En 2011, la GMA apareció en una lista de organizaciones que apoyan la ley SOPA (Stop Online Piracy Act, o en español, "Ley de Alto a la Piratería en Línea") ante el Congreso de los Estados Unidos.